# Közönséges csavarhínár
A közönséges csavarhínár (Vallisneria spiralis) a békatutajfélék családjába tartozó vízinövény, amely az egész világon inváziós fajként terjed.

## Elterjedése
Eredeti hazája bizonytalan, talán afrikai és dél-európai volt. Mára inváziós fajként a világ nagy részére eljutott. Dél- és Közép-Európában, Kelet- Dél- és Közép-Ázsiában, a Kaukázusban, Afrikában, Új-Zélandon, sőt Izland termálvizeiben egyaránt megtalálható.
A csavarhínár volt az első azonosított idegen hínárfaj az ország területén, már 1808-ban észlelték. Csak meleg vízben érzi jól magát, így elsősorban hévizekben, vagy azok kifolyóiban lehet nagyobb számban megtalálni.

## Megjelenése
A közönséges csavarhínár felszín alatti, aljzatba gyökerező évelő vízinövény. Vízszintes gyöktörzse az iszapban helyezkedik el, belőle nőnek ki hosszú fehér gyökerei, valamint a levelek is (szára nincs). A világoszöld, ép szélű levelek 30-60 (ritkán akár 80) cm hosszúak, 0,4–1 cm szélesek, szalagszerűek. A leveleknek öt ere van, amelyek a tompa csúcson egymással párhuzamosan végződnek. Az erek közti tér keresztirányú rekeszfalakkal van tagolva. Az akváriumi dekorációs célra tenyésztett fajták leveleinek alakja igen változatos lehet; például a V. spiralis f. tortifolia levelei világosabbak, szélük finoman fogazott és teljes hosszukban megcsavarodnak. A női- és hímivarú növények vegetatív állapotban nem különíthetők el.
Kétlaki, vagyis a termős és porzós virágok külön egyedeken nőnek. A nőivarú növény hosszú csavart kocsányt növeszt, hogy a virág elérhesse a víz felszínt; ez a kocsány a megtermékenyítés után dugóhúzószerűen felcsavarodik. A termős virágok 2–3 cm átmérőjűek, henger formájúak, három szirmuk áttetsző-fehér, a bibe környéke lilás. Az apró hímivarú virágok a gyöktörzshöz közel nőnek, majd a növényről leszakadva a vízfelszínre emelkednek; a polleneket a víz közvetíti. 
A hengeres termés akár 20 cm-re is megnőhet, benne az 1,5–3 mm hosszú magvakat zselés anyag fogja közre.

## Életciklusa
Elsősorban vegetatívan szaporodik; a gyöktörzsből sarjadó indákon újabb fiókegyedek nőnek, amelyek maguk is legyökereznek az iszapba. Ivaros szaporodás esetén a vízfelszínre emelkedő termős virágok a víz közvetítésével porzódnak be, majd hosszú, dugóhúzószerű kocsánya visszahúzza a víz alá. A termés a víz alatt érik be, belőle a magvak az elrothadása után szabadulnak ki.
Mocsarakban, közepesen vagy lassan folyó vizekben él 3 méteres mélységig, elviseli az enyhén sós vizet is. Leginkább a 6–9 közötti pH-jú, 15–30 °C-os körülményeket kedveli. Eléggé fényigényes.
Kevésbé agresszív inváziós faj, mint más hínárnövények, de tömegesen elszaporodva helyi ökológiai problémát okozhat. Emellett megköti az aljzatot és képes egyes szennyeződéseket (mint a krómot) kiszűrni a vízből. Akváriumokban, kerti tavakban kedvelt dísznövény.

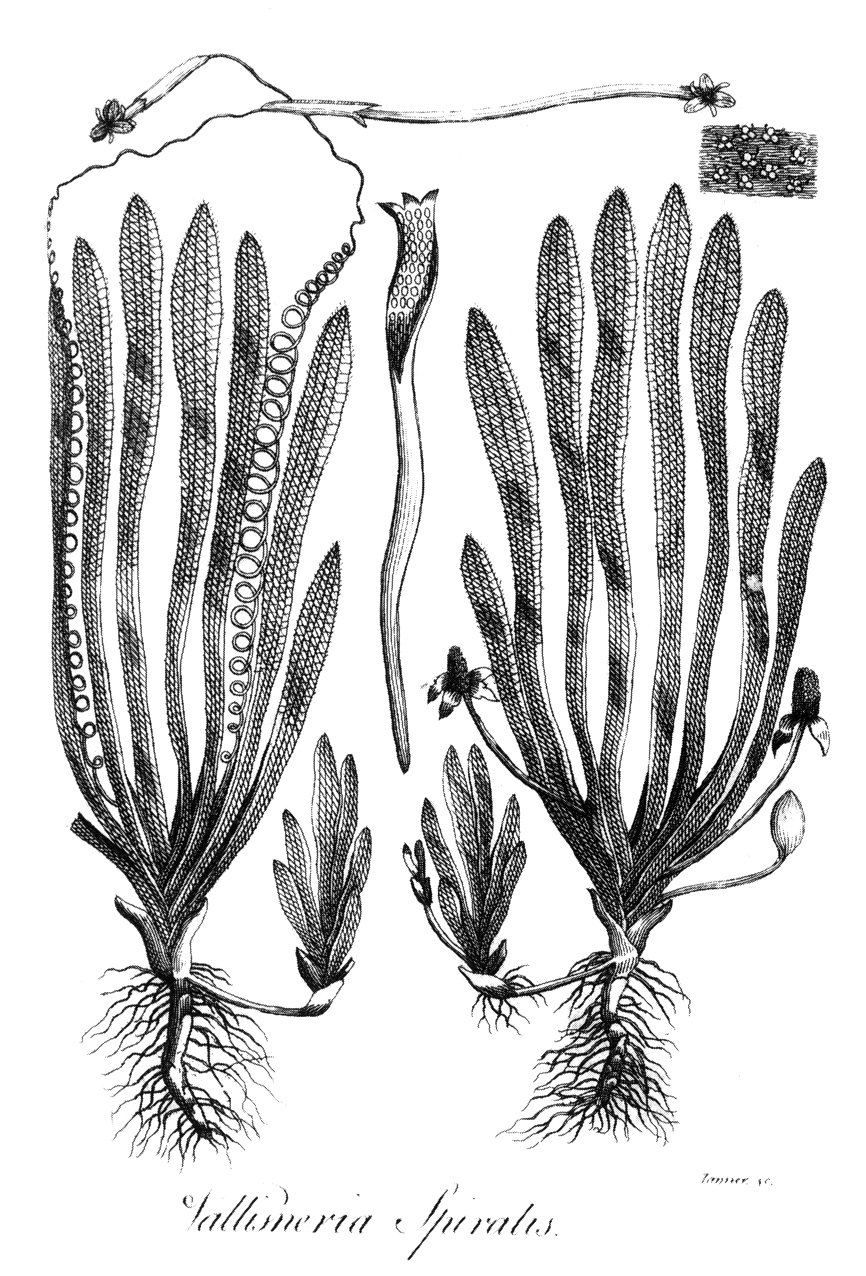
Ábrázolása 1789-ből
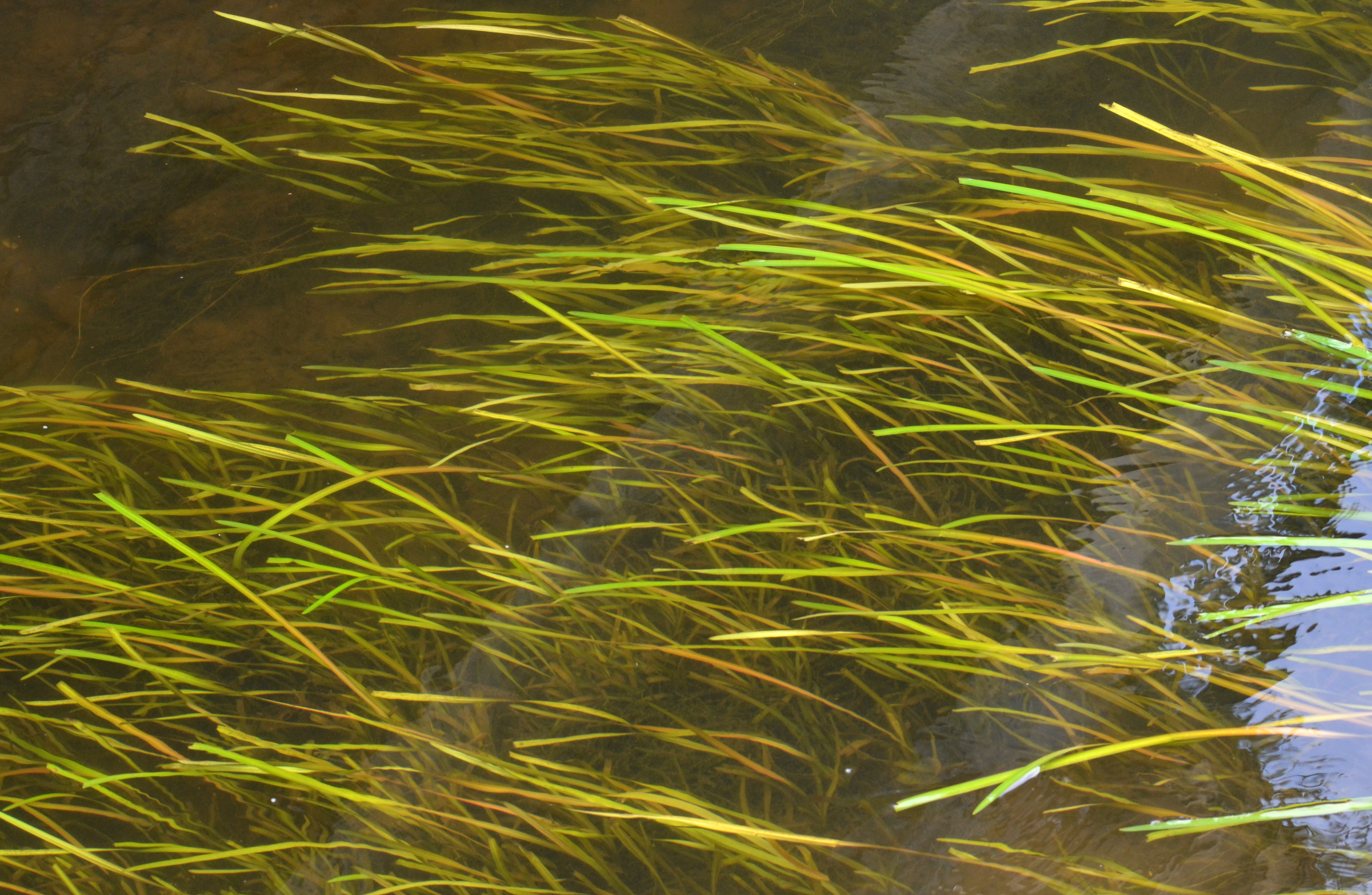
Tömeges előfordulása
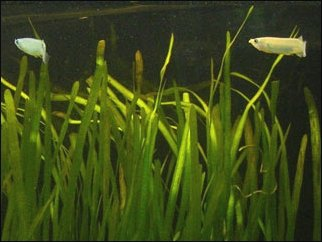
Akváriumban
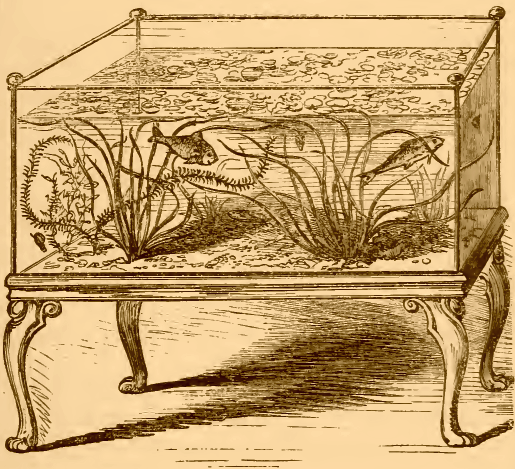
Már 1856-ban használták akváriumi dísznövényként